# Тенькинський район
Теньки́нський райо́н (рос. Тенькинский район) — муніципальне утворення в Магаданській області Росії. Адміністративний центр — селище міського типу Усть-Омчуг.

## Географія
Район розташований на південному заході області. Межує на півночі з Сусуманським і Ягоднинським районами, на півдні — з Ольським районом, на сході — з Хасинським, на заході — з Хабаровським краєм. Площа району 35,6 тис. км². На території району знаходиться безліч рудних і розсипних родовищ золота, зокрема, найбільше на північному-сході Наталкинське золоторудне родовище.

## Історія
Утворений 2 грудня 1953 року як складова частина Магаданської області.

## Населення
Чисельність населення за роками:
| 1989   | 2002  | 2010  | 2014  |
| ------ | ----- | ----- | ----- |
| 25 962 | 8 109 | 5 422 | 4 721 |

За даними перепису населення 2010 року на території селища проживало 5 422 особи. Частка чоловіків у населенні складала 50,3% або 2726 осіб, жінок — 49,7% або 2696 осіб.

## Адміністративний устрій
До складу району входять 1 міське і 3 сільських поселення, які об'єднують 5 населених пунктів:
| № | Муніципальне утворення                   | Центр                         | Населення МУ, осіб | Населені пункти             |
| - | ---------------------------------------- | ----------------------------- | ------------------ | --------------------------- |
| 1 | Сільське поселення Селище імені Гастелло | с-ще Імені Гастелло (209 ос.) | 209                | Транспортне                 |
| 2 | Сільське поселення Селище Мадаун         | с-ще Мадаун (174 ос.)         | 174                | -                           |
| 3 | Сільське поселення Селище Омчак          | с-ще Омчак (907 ос.)          | 934                | с-ще ім. Матросова (27 ос.) |
| 4 | Міське поселення Селище Усть-Омчуг       | смт Усть-Омчуг (3609 ос.)     | 3609               |                             |

Закинуті селища: Бєлова, Гвардєєц, Кулу, Мукульчан, Нелькоба, Обо, Оротук, Мой-Уруста.